# Fernando de Castro Brandão
Fernando Manuel Oliveira de Castro Brandão GCM, OIH, CavC (Porto, 1943) é um diplomata, historiador e cronologista português.

## Biografia e carreira
Fernando Manuel Oliveira de Castro Brandão, tirou o curso liceal em Lisboa, frequentando os Liceus Pedro Nunes, Gil Vicente e D. João de Castro.  Posteriormente, licencia-se em História, na Faculdade de Letras, com a tese “Relações Diplomáticas Luso-Espanholas, 1813-1823” . É convidado para Assistente do Prof. Jorge Borges de Macedo, cargo que desempenha ao longo de dois anos, por ser convocado a prestar o seu serviço militar. Como docente regeu as cadeiras de Antiguidade Oriental, História do Brasil e História da Cultura Moderna.
Ao término do serviço militar, como Oficial de Acção Psicológica, no Quartel-General de Évora, Escola Prática de Artilharia de Vendas Novas, candidata-se à carreira diplomática.
Aprovado em 1.º lugar com 16 valores nas provas do concurso de admissão aos lugares de Adido de Embaixada, aberto a 27 de Julho de 1972, ingressa no MNE, na Repartição das Relações Culturais Bilaterais e depois na secção da Cifra. Colocado no quadro externo em Setembro de 1974, serve como Cônsul em Porto Alegre (Brasil) até Janeiro de 1979.
Como 2.º Secretário de Embaixada é colocado na Missão de Portugal no México, onde permanece até Janeiro de 1983, quando regressa à Secretaria de Estado em Lisboa, desempenhando funções de Chefe da Divisão da Europa na Direcção-Geral das Relações Culturais Externas, já como 1.º Secretário de Embaixada.
A convite do ministro Jaime Gama, integrando o Gabinete do Ministro dos Negócios Estrangeiros, em Julho daquele ano. Louvado pelo titular da pasta pela forma como desempenhou as funções de Adjunto, é nomeado, em Novembro de 1985, Cônsul-Geral em Boston, EUA, sendo no mês seguinte promovido a Conselheiro de Embaixada.
Na mesma qualidade de Cônsul-Geral é transferido para Luanda em Junho de 1990. Desse posto retorna à Secretaria de Estado em Lisboa assumindo, em Maio de 1991, a Direcção dos Serviços das Relações Culturais Bilaterais. Promovido a Ministro Plenipotenciário de 2.ª classe, toma posse do cargo de Subchefe do Protocolo do Estado em Março de 1993.
Com credenciais de Embaixador é designado para a Embaixada em Islamabad no Paquistão em Julho de 1995, sendo promovido a Ministro Plenipotenciário de 1.ª classe em Março de 1998. É igualmente acreditado como Embaixador não residente nas Maldivas.
No ano seguinte, em Maio, assume a chefia da Embaixada em Caracas, Venezuela, e, simultaneamente, é acreditado como Embaixador não residente em Antígua e Barbuda, Barbados, Guiana, Jamaica, Suriname e Trindade e Tobago.
Em Outubro de 2002 será nomeado Presidente do Instituto Diplomático, cargo que desempenha até ser novamente colocado no quadro externo, em Janeiro de 2005, na Embaixada em Praga, República Checa, com credenciais de Embaixador.
A 7 de Dezembro de 2007 é feito Embaixador "full-rank", atingindo o limite de idade no exterior em Novembro do ano seguinte, jubilando-se de seguida.

## Títulos e condecorações[2][3]
Possui o título de Académico Honorário da Academia Portuguesa da História e ainda as seguintes condecorações nacionais e estrangeiras:
- Oficial da Ordem do Infante D. Henrique de Portugal (9 de dezembro de 1978)
- Cavaleiro da Ordem Militar de Cristo de Portugal (2 de junho de 1987)
- Grande-Oficial da Ordem de Bernardo O’ Higgins do Chile (29 de abril de 1995)
- Grã-Cruz da Ordem do Mérito de Portugal (3 de agosto de 1995)
- Grande-Oficial da Ordem Nacional do Cruzeiro do Sul do Brasil (25 de julho de 1996)
- Grã-Cruz da Ordem do Libertador da Venezuela
- Grã-Cruz da Ordem de Francisco Miranda da Venezuela
- Comendador da Ordem da Águia Azteca do México
- Comendador da Ordem do Mérito da República Popular do Zaire
- Oficial da Ordem do Mérito da República Popular do Congo
- Cavaleiro da Ordem Real de Dannebrog da Dinamarca

## Obra[4]
É autor de múltiplos trabalhos na área da História Diplomática Portuguesa, distribuídos entre artigos e algumas obras de maior fôlego. Como cronologista são de sua autoria cerca de duas dezenas de livros, alguns dos quais cobrem a História de Portugal de 1140 a 1974. Registam-se ainda as cronologias biográficas de Camilo Castelo Branco, Eça de Queiroz e António de Oliveira Salazar.
Sobre este último dedicou ainda diversos estudos, a saber: ”Estado Novo-Uma Cronologia”, “Salazar-Citações”, Cartas de Salazar para Glória Castanheira”, “Cartas Singulares a Salazar” e “Salazar-Bibliografia Passiva”.
Desde 2015 colabora mensalmente no semanário “O Diabo” com artigos dedicados exclusivamente a aspectos menos conhecidos da vida do antigo Presidente do Conselho Oliveira Salazar.